# Фернс (деревня)

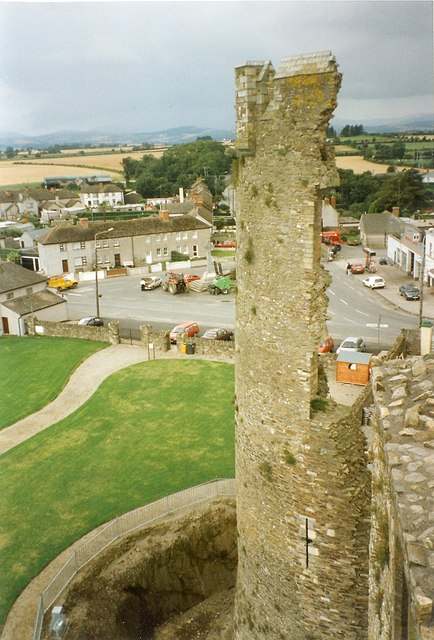
Башня замка Фернс

Фернс (англ. Ferns; ирл. Fearna, «ольха») — деревня в Ирландии, находится в графстве Уэксфорд (провинция Ленстер) у региональной дороги R745. В центре деревни находятся руины замка.
Деревня предположительно была создана в VI веке, когда в 598 году здесь был основан монастырь, посвящённый Святому Могу.
Расцвет поселения пришёлся на средневековье, а уже в 1834 году издание Lewis’s Topography утверждало, что «поселение состоит в основном из одной нерегулярной улицы, и содержит 106 домов, построенных равнодушно, не оставляющих места их древнему значению».
Местная железнодорожная станция была открыта 16 ноября 1863 года, закрыта для пассажиров 30 марта 1964 года, закрыта для товаров 3 ноября 1975 года и окончательно закрыта 7 марта 1977 года.

## Демография
Население — 954 человека (по переписи 2006 года). В 2002 году население составляло 985 человек.
Данные переписи 2006 года:
| Общие демографические показатели |               |                               |                               |      |      |
| Всё население                    | Всё население | Изменения населения 2002—2006 | Изменения населения 2002—2006 | 2006 | 2006 |
| 2002                             | 2006          | чел.                          | %                             | муж. | жен. |
| 985                              | 954           | −31                           | −3,1                          | 471  | 483  |

## Известные уроженцы
- Д’Арси, Гордон (род. 1980) — ирландский регбист, в 1998—2015 игрок «Ленстера» и сборной Ирландии.